# اینلند فلایر
اینلند فلایر (به انگلیسی: Inland Flyer) یک کشتی بود که طول آن ۱۰۵٫۵ فوت (۳۲٫۱۶ متر) بود. این کشتی در سال ۱۸۹۸ ساخته شد.